# Emiliano Zapata (västra Ocosingo kommun)
Emiliano Zapata är en ort i Mexiko.   Den ligger i kommunen Ocosingo och delstaten Chiapas, i den sydöstra delen av landet, 800 km öster om huvudstaden Mexico City. Emiliano Zapata ligger 540 meter över havet och antalet invånare är 306.
Terrängen runt Emiliano Zapata är huvudsakligen kuperad, men åt nordväst är den platt. Emiliano Zapata ligger nere i en dal. Runt Emiliano Zapata är det glesbefolkat, med 16 invånare per kvadratkilometer. Närmaste större samhälle är Las Tazas, 17,7 km sydost om Emiliano Zapata. I omgivningarna runt Emiliano Zapata växer i huvudsak städsegrön lövskog.